# Anatoli Kobrișev
Anatolij Kobrisev är en sovjetisk kanotist.
Han tog bland annat VM-guld i K-1 4 x 500 meter i samband med sprintvärldsmästerskapen i kanotsport 1970 i Köpenhamn.